# Igor Konstantinovitsj van Rusland

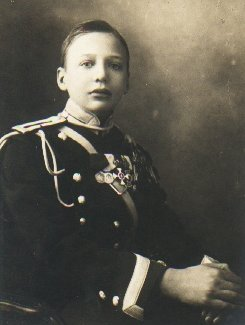
Igor Romanov

Igor Konstantinovitsj Romanov (Russisch: Игорь Константинович Романов) (Pavlovsk, 10 juni 1894 – Alapajevsk, 17/18 juli 1918), prins van Rusland, was het zesde kind en de vijfde zoon van grootvorst Constantijn Konstantinovitsj en diens echtgenote, grootvorstin Elisabeth Mavrikievna Romanova.
Hij kreeg les aan de militaire academie van Sint-Petersburg en maakte carrière in het Russische leger. Hij vocht tijdens de Eerste Wereldoorlog met de rang van kapitein. Zijn schoonbroer Constantijn (de echtgenoot van zijn zus Tatjana) en vier van zijn vijf broers vochten ook tijdens de oorlog. Igor verloor zijn schoonbroer en zijn broer Oleg aan het oorlogsgeweld. Hijzelf werd tijdens de oorlog onderscheiden als oorlogsheld. Ondertussen had hij een zeer slechte gezondheid: hij leed in 1915 aan pleuritis, waardoor hij constant hoestte en bloed spuugde, terwijl hij zijn mannen aanvoerde.
In april 1918 werd hij gevangengenomen en door de bolsjewieken naar Alapajevsk, een kleine stad in de bergen van de Oeral, gezonden. Daar werd hij enkele maanden vastgehouden met twee van zijn broers, Ivan en Constantijn, en enkele familieleden, Elisabeth Fjodorovna, Sergej Michajlovitsj en Vladimir Palej. In de nacht van 17 op 18 juli 1918 (24 uur na de moord op Nicolaas II en zijn gezin) werden de gevangenen door de bolsjewieken vermoord. Constantijn was toen 24 jaar oud. Hun lichamen werden teruggevonden in een verlaten mijnschaft door het Witte leger. Ze werden uiteindelijk herbegraven in de Kerk van de Martelaren in de buurt van Peking, China.